# Елабуга (Хабаровский край)
Ела́буга — село в Хабаровском районе Хабаровского края. Административный центр Елабужского сельского поселения. Население по данным 2011 года — 679 человек.
Село Елабуга стоит на правом берегу реки Амур.
Дорога к сёлам Елабуга и Красносельское отходит от 101-го километра автотрассы Хабаровск — Комсомольск-на-Амуре, расстояние до трассы около 3 км. Село Красносельское стоит примерно в 1 км ниже Елабуги.

## Население
| 1992 | 2002  | 2010 | 2011 | 2012 | 2021 |
| ---- | ----- | ---- | ---- | ---- | ---- |
| 1300 | ↘1009 | ↘677 | ↗679 | ↗742 | ↘416 |

## История
В документе из архива значится: «Елабуга (Елабужское) — деревня, основанная русскими переселенцами в 1910 году в Троицкой волости Хабаровского уезда». Свое название получила по названию города Елабуга.
В 1909 г. несколько семей из деревень Вятской губернии переселились на новое место жительства в необжитые края.
В 1915 году в Елабуге была открыта начальная школа, а первой учительницей была Вивея Алексеевна Папенфус.
Не успели переселенцы построить дома, как началась империалистическая война, затем гражданская, а на Дальнем Востоке, она продлилась до 1922 г. Только после этого началась мирная жизнь.
Елабужцы активно включались в строительство нового общества. Ещё в 1919 г. появились первые комсомольцы.
В 1920 г. была создана партийная ячейка.
В 1921 г было организованно коллективное хозяйство.
В 1924 г. в Елабугу прибыл Панков Александр Дмитриевич — настоящий патриот своего дела на ниве просвещения (таких называли «избачами»). Он нес культуру в массы. Пешком за 85 км ходил в Хабаровск за просветительской литературой, на себе её приносил из города, а затем читал и рассказывал людям о событиях в стране.
В 20-х годах прошлого века в селе был организован лесоучасток, а в послевоенные годы создано Елабужское лесничество Синдинского лесхоза.
Сельский Совет в селе был образован в 1922 г., здание сельского совета располагалось на высоком берегу Амура. Первым председателем был Малков Петр Федорович.
В 1926 г. коммунары начали заниматься хлебопашеством. К 1929 г. развернули большое строительство. Строили скотный двор, дом для детского сада, имели трактор, мельницу, пилораму, пасеку в 60 ульев, развели свиней английской породы. Питание было общественным. В 1930 г. коммуна выехала в Переяславку.
В 1928 г. коммуна «Красный Октябрь» в Елабуге приобрела свой трактор.
На сходе села в 1928 году принято трудное по тем временам решение: строить новую школу. Полагаться можно было лишь на свои силы. Малую часть (8000 руб.) брало на себя государство. Распределили так: каждый хозяин должен заготовить и вывезти 15 брёвен на своих лошадях, обработать их. Проводили воскресники по вывозу камня для фундамента и рытью котлованов. Специалисты китайцы сделали фундамент. Стройка затянулась на 6 лет, уже в 1935 г. ученики занимались в новой большой и светлой школе из 10 классных комнат и других помещений. В 1939 г. школа осуществляет переход на среднюю, но Отечественная война помешала этому. И только в 1954 г. прошел первый выпуск десятиклассников.
В 1925 г. был построен первый магазин.
В 1929 году коммуна создаёт детский сад.
В 30-х годах прошлого столетия в селе Елабуга был образован Хабаровский эксплуатационный участок связи.
В 1930 году в селе Елабуга открылся медпункт.
В 1937 г. в Елабуге образовалась метеостанция.
«Лампочка Ильича» — появилась в Елабуге в конце 1940-х годов. В 1956 г. была построена новая электростанция, на которой стояли два паровых локомобиля П-75 по 50 кВт каждый.
Елабуга внесла свой вклад в Победу в Великой Отечественной войне. 613 человек было призвано в ряды Красной армии в годы войны, из них 590 мужчин и 23 женщины.
140 жителей с. Елабуга полегли на фронтах Великой Отечественной войны, их имена высечены на обелиске «Односельчанам павшим в годы Великой Отечественной войны 1941—1945 гг.», возведённом на самом высоком и видном месте села в честь 30-летия Победы в 1975 г.
В марте 1960 года после объединения близлежащих пяти колхозов сел Сарапульское, Красносельское, Вятское, Челны, Сикачи-Алян образовался рыболовецкий колхоз «Красный маяк» с центром в с. Елабуга, который осуществлял производственную деятельность до 2003 г.
В 1960-е — 1970-е годы это было большое, многопрофильное хозяйство, которое занималось не только добычей и обработкой рыбы, но и вели лесо- и дровозаготовки, была своя пилорама, молочно-товарная ферма, пасеки, свиноферма. В 1970-е годы имели два сейнера, которые ловили рыбу в море. В то время в селе велось большое строительство, как жилья, так и производственных объектов: холодильник, склад, коптильный цех, гаражи. Велось строительство и социальных объектов: больницы, детского сада, магазина, водопровода.
В 1969 году был построен асфальтобетонный завод, прорабский участок с. Елабуга Дорожно-строительного управления № 2, просуществовал до 1985 г.

## Климат
Климат Елабуги умеренный муссонный. Зима солнечная, морозная и продолжительная. Весна отличается частыми колебаниями температуры. Лето прохладное и влажное. Осень характеризуется относительно тёплой погодой.
| Показатель                   | Янв.  | Фев.  | Март | Апр. | Май  | Июнь | Июль | Авг. | Сен. | Окт. | Нояб. | Дек.  | Год |
| ---------------------------- | ----- | ----- | ---- | ---- | ---- | ---- | ---- | ---- | ---- | ---- | ----- | ----- | --- |
| Средняя температура, °C      | −20,7 | −16,4 | −7,1 | 4,2  | 12,1 | 17,9 | 21,2 | 19,8 | 13,5 | 4,8  | −7,7  | −18,1 | 2,0 |
| Норма осадков, мм            | 15    | 12    | 22   | 38   | 55   | 71   | 112  | 147  | 80   | 47   | 27    | 18    | 644 |
| Источник: ФГБУ "ВНИИГМИ-МЦД" |       |       |      |      |      |      |      |      |      |      |       |       |     |